# Fiszor
Fiszor – rzeka, lewostronny dopływ Bugu o długości 27,16 km. 
Rzeka przepływa między innymi przez Choszczowe, Mostówkę, w okolicach miejscowości Niegów oraz wsi Młynarze w powiecie wyszkowskim.